# BroadbandTV
BroadbandTV là công ty hoạt động trong lĩnh vực giải trí  kỹ thuật số thành lập năm 2005 bởi Giám đốc điều hành Shahrzad Rafati. Công ty hiện sở hữu tài sản video lớn thứ ba trên thế giới sau Google và Facebook, có trụ sở chính đặt tại Vancouver, British Columbia, Canada.
Ngoài mạng lưới của mình, BroadbandTV cung cấp dịch vụ quản lý trọn gói và các giải pháp công nghệ nhằm tăng độ phủ cho các nhà sáng tạo độc lập và các công ty truyền thông trên nền tảng YouTube. Khách hàng hiện tại gồm những tên tuổi lớn như Giải bóng rổ nhà nghề Mỹ NBA, FreemantleMedia, và Sony Pictures. 

## Lịch sử